# Трубіна Валерія
Валерія Трубіна (нар. 1966, Ворошиловград (нині — Луганськ), Української РСР) — українська художниця, авторка об'єктів та інсталяцій, представниця    Нової хвилі (Українського трансавангарду).

## Життєпис
Народилася Валерія Трубіна 1966 року у Ворошиловграді (нині — Луганську) у родині лікарів. За іншими даними народилася на півострові Сахалін. Її батьки переїхали до своїх батьків, тому до десяти років вона жила на Сахаліні. У 1974 році повернулися до Ворошиловграда, де почала навчатися у художній школі.
Після закінчення восьми класів загальноосвітньої школи вступила до Луганського художнього училища. Після його закінчення у 1985 році вступила на театрально-декораційний відділ Київського державного художнього інституту. Під час навчання познайомилася з Олександром Клименком та Олегом Голосієм, які зіграли вагому роль в її житті. Тому, наприкінці 1980-х — на початку 1990-х років увійшла до складу арт-сквоту «Паризька комуна». Її називають «музою українського трансавангарду». Після закінчення вишу деякий час працювала на «Київнаукфільмі».
У 1992 році після трагічної смерті Олега Голосія емігрувала. Спочатку до шотландського Единбургу, де тривала виставка «Ангели над Україною». Потім Валерія Трубіна жила в Чикаго (США). 1995 року повернулась до Києва, де працювала більше року до 1996 року. Працювала в майстернях на вулиці Чкалова (тепер — Гончара) з Максимом Мамсіковим, Олександром Клименком, Юрієм Соломком, Тетяною Гершуні-Галаган, Арсеном Савадовим, Георгієм Сенченком, у майстерні  Лариси Пішої та іншими.
Повернулась до США, а 1998 року переїхала до Каліфорнії. Починає експериментувати з пограничними станами свідомості, відображених на полотні. У 1999 році вступила до школи йоги. У період 2003—2008 років Валерія Трубіна подорожувала Гаваями. Живе та працює в Україні та США.

## Творчість
Валерія Трубіна ше з студентських років займалась пошуком нової пластики у живописі. Картини почала демонструвати на виставках з 1987 року.
Роботи зберігаються у Національному художньому музеї України, Сумському художньому музеї імені Никанора Онацького, інших музеях України, Державній Третьяковській галереї, Національному музеї російського мистецтва та приватних зібраннях України, Швеції, США, Великої Британії, Росії.

### Виставки
- 2018 — «Сни Атлантиди», галерея Ра, Київ, Україна
- 2018 — «FLASHBACK. Українське медіа-мистецтво 1990-х», Мистецький Арсенал, Київ, Україна
- 2016 — «Паркомуна. Місце. Спільнота. Явище», PinchukArtCentre, Київ, Україна
- 2016 — «Classified», Dymchuk Gallery, Київ, Україна
- 2013 — «Відкриті простори», Боттега Галерея, Київ, Україна
- 2013 — «Матч пойнт 88: за мить до нового життя», куратор Олександр Соловойов, в рамках FINE ART UKRAINE 2013, Мистецький Арсенал, Київ, Україна
- 2013 — «Інь», Центр сучасного мистецтва М17, Київ, Україна
- 2012 — «Універсальна ідентифікація», галерея «Ра», Київ, Україна
- 2011 — «Флешбек», Боттега Галерея, Київ, Україна
- 2011 — Art-Kyiv contemporary 2011, Мистецький арсенал, Київ, Україна
- 2010 — «На хвилі», Боттега Галерея, Київ, Україна
- 2009 — «Таємні сади», Боттега Галерея, Київ, Україна
- 2009 — Групова виставка «Українська Нова хвиля», Національний художній музей України, Київ, Україна
- 2009 — «Запобіжні засоби», The Bereznitsky Gallery, Берлін, Німеччина
- 2009 — «RESTART», Морський Арт –Термінал, Одеса, Україна
- 2006 — «Арт-Мауі 2006», 28-я щорічна виставка, Центр культури та мистецтв Мауї, презентована Schaefer International Gallery, Кахулуї, Мауї, Гаваї, США
- 2005 — «Арт-Мауі 2005», 27-я щорічна виставка, Центр культури та мистецтв Мауї, презентована Schaefer International Gallery, Кахулуї, Мауї, Гаваї, США
- 2004 — «Арсенал», Музей сучасного образотворчого мистецтва України, Київ, Україна
- 2002 — «Вечір з Алексом Грей», Infinite Kaos, Сан-Франциско, Каліфорнія, США
- 2002 — «Затока — Жинкі в мистецтві», Сан-Франциско, Каліфорнія, США
- 2002 — «Ця вбивча краса», Центральний виставковий зал Спілки художників України
- 2001 — «НеВидимий», Bolinas Gallery, Болінас, Каліфорнія, США
- 2000 — «Ігровий майданчик», Центр йогі «Сьоме небо», Берклей, Каліфорнія, США
- 2000 — «Червоне Плем'я», Сан-Франциско, Каліфорнія, США
- 1999 — «Вигадані Пейзажі», Bolinas Gallery, Болінас, Каліфорнія, США
- 1998 — «Мистецтво Аутсайдерів», Judi Saslow Gallery, Чикаго, Іллінойс, США
- 1998 — «Нове українське мистецтво — Після Апокаліпсису», Лондон, Велика Британія
- 1997 — «Всеукраїнська бієнале», Фонд Сороса, Києво-Могилянська Академія, Київ, Україна
- 1997 «Мистецтво бачення» Бієнале, Музей українського мистецтва, Київ, Україна
- 1997 — «1000 Мерелін», «Blank-Art» галерея, Київ, Україна
- 1997 — «Різдво назавжди», Фонд Сороса, Києво-Могилянська Академія, Київ, Україна
- 1995 — «Неохімеризм», асоціація Нове мистецтво, Музей історії культури, Одеса, Україна
- 1995 — «Чорне та біле», «Blank-Art» галерея, Київ, Україна
- 1995 — «Аналіз крові», «Blank-Art» галерея, Київ, Україна
- 1995 — «Екологія розуму», «Blank-Art» галерея, Київ, Україна
- 1995 — «Таємна вечеря», «Blank-Art» галерея, Київ, Україна
- 1995 — «Art Impressions», Національний центр «Український Дім», Київ, Україна
- 1995 — «Патріотичні пейзажі», Szuper галерея, Мюнхен, Німеччина
- 1994 — «Арт-атака», «галерея Арт Атака», Чикаго, Іллінойс, США
- 1994 — «Нове українське мистецтво — Після Апокаліпсису», Лондон, Велика Британія
- 1993 — «Ангели над Україною», 369 Gallery, Единбург, Шотландія
- 1990 — «Українське мистецтво ХХ Сторіччя», Музей українського мистецтва, Київ, Україна
- 1990 — «Нові форми», Музей літератури, Одеса, Україна
- 1990 — «Три генерації українського мистецтва», Київ, Україна; Берлін, Німеччина; Оденсе, Данія
- 1990 — «Сучасне українське мистецтво», Будапешт, Угорщина
- 1990 — «Українські художники», Стокгольм, Швеція
- 1990 — Осіння всеукраїнська виставка, Київ, Україна
- 1990 — «Вавілон», Палац Юності, Москва, Росія
- 1989 — «Екологія-89», Українське об'єднання художніх виставок, Київ, Україна
- 1989 — Всеукраїнська молодіжна виставка, Київ, Україна
- 1989 — «Між модернізмом та пост-модернізмом», галерея